# Ruda (powiat de Mońki)
Pour les articles homonymes, voir Ruda.
Ruda  prononcé en polonais : ['ruda]) est un village polonais de la gmina de Krypno dans le powiat de Mońki et dans la voïvodie de Podlachie. Il se situe à environ 4 kilomètres au sud de Krypno, à 12 kilomètres au nord-ouest de Mońki et à 32 kilomètres au nord-ouest de Białystok. 